# Xã Holland, Quận Sioux, Iowa
Xã Holland (tiếng Anh: Holland Township) là một xã thuộc quận Sioux, tiểu bang Iowa, Hoa Kỳ. Năm 2010, dân số của xã này là 6.024 người.